# Episodi di W.I.T.C.H.

Logo della serie

Lista degli episodi della serie animata W.I.T.C.H., divisa in due stagioni di 26 episodi ciascuna, per un totale di 52 episodi. È stata trasmessa in prima visione assoluta negli Stati Uniti dal 18 dicembre 2004 al 23 dicembre 2006 su ABC Family e Toon Disney; in Italia dal 13 settembre 2005 al 30 giugno 2007 su Italia 1.

## Prima stagione
| Nº | Titolo italiano Inglese | In onda               | In onda           |
| Nº | Titolo italiano Inglese | Stati Uniti d'America | Italiano          |
| 1  | L'inizio 「It Begins」 | 18 dicembre 2004      | 13 settembre 2005 |
| 1  | Dietro suggerimento della saggia nonna Yan Lin, l'adolescente nipote Hay Lin invita a casa le care, giovani amiche Irma Lair, Taranee Cook, Cornelia Hale e la nuova arrivata Will Vandom. L'anziana signora rivela alle ragazze che loro sono le Guardiane della Muraglia che protegge la Terra da Meridian, e che devono difenderne l'equilibrio con il potere del Cuore di Kandrakar, che viene affidato a Will, e dei quattro elementi della natura: Acqua, Fuoco, Terra e Aria. Mentre si allenano con la magia, un Portale nella Muraglia si apre facendo arrivare sulla Terra un ragazzo affascinante, alla cui cattura da parte di un feroce mostro-serpente le giovani assistono impotenti. Raccontatolo a Yan Lin, la donna spiega che il ragazzo è Caleb, capo della resistenza di Meridian, mentre il feroce mostro è Lord Cedric, braccio destro del malvagio tiranno Phobos. |                       |                   |
| 2  | Missione salvataggio 「It Resumes」 | 15 gennaio 2005       | 15 settembre 2005 |
| 2  | Caleb viene imprigionato, ammanettato, nella prigione di Meridian, insieme a un contrabbandiere combinaguai di nome Blunk. Vathek, un ribelle che si finge dalla parte di Phobos, riesce a far ottenere a Caleb la chiave delle sue manette. Intanto, Cedric rapisce Will poiché il principe vuole sapere dove si trova il Cuore di Kandrakar. La ragazza non l'ha con sé e viene perciò rinchiusa insieme a Caleb e Blunk: le Guardiane giungono a salvarla, liberandoli tutti e tre e portandoli sulla Terra. |                       |                   |
| 3  | La chiave 「The Key」 | 29 gennaio 2005       | 20 settembre 2005 |
| 3  | Vathek è nei guai perché la chiave data a Caleb non si trova e Cedric sospetta che lui li tradisca. Caleb scopre che l'oggetto è stato rubato da Blunk e, con l'aiuto delle Guardiane, lo riporta su Meridian, facendo inoltre cadere la colpa della sua sparizione su un ufficiale dell'esercito del principe. |                       |                   |
| 4  | Festa a sorpresa 「Happy Birthday, Will」 | 5 febbraio 2005       | 22 settembre 2005 |
| 4  | Cornelia, Taranee e Hay Lin organizzano, a casa di Irma, una festa di compleanno a sorpresa per Will. Le ragazze sono però obbligate a lasciare la festa quando scoprono che è stato avvistato un mostro nel municipio: si tratta di Cedric, che Phobos ha inviato all'anagrafe per scoprire dove sia finita sua sorella. All'arrivo delle Guardiane, però, Cedric è già scomparso. |                       |                   |
| 5  | Lavori antipatici 「A Service to the Community」 | 12 febbraio 2005      | 27 settembre 2005 |
| 5  | Allo Sheffield Institute arriva un nuovo professore, Philip Collins, che anticipa la "giornata dedicata al servizio del prossimo": Irma e Taranee vanno a sigillare buste al municipio, Cornelia a intrattenere i bambini dell'asilo, Hay Lin e Will a cancellare i graffiti della stazione abbandonata. Qui, le due ragazze trovano una scritta nella lingua di Meridian e vanno perciò oltre la Muraglia per sapere che cosa significa. Grazie all'aiuto dell'Antica Maga che sostiene i ribelli, scoprono che è un messaggio di Phobos a un suo adepto inviato a Heatherfield: sospettando che si tratti di Collins, lo attaccano con i loro poteri, scoprendo però che lui non c'entra. Infatti, a essere stato mandato sulla Terra, con il compito di avvicinare la sorella di Phobos, è Cedric, che si finge un libraio.                                                             |                       |                   |
| 6  | Il labirinto 「The Labyrinth」 | 19 febbraio 2005      | 29 settembre 2005 |
| 6  | Irma, Taranee, Cornelia e Hay Lin, insieme all'amica Elyon, si recano alla nuova libreria di Heatherfield. Qui, le quattro Guardiane toccano un libro recante una scritta nella lingua di Meridian e si ritrovano in un labirinto, che le conduce nelle cucine del castello di Phobos, dove vengono soccorse dalla cuoca, che le porta al sicuro da alcuni amici contadini. Will e Caleb, avvisati da Blunk, che ha assistito alla sparizione delle ragazze, vanno in libreria e toccano anche loro il libro, venendo catapultati nel labirinto e poi nel castello: qui, i due incontrano per caso Phobos, che manda loro contro il Segugio. Riunitesi a Will, le Guardiane affrontano e sconfiggono il Segugio, riuscendo inoltre a scoprire che il principe sta cercando la propria sorella.                                                                                             |                       |                   |
| 7  | La rivale 「Divide and Conquer」 | 26 febbraio 2005      | 4 ottobre 2005    |
| 7  | Una nuova studentessa elvetica, Sondra, arriva allo Sheffield Institute, attirando su di sé le attenzioni di tutti i ragazzi, compreso Matt. Will, ingelosita, sfida Sondra in una gara di sci durante la gita scolastica in montagna, per ottenere il diritto di sedersi di fianco a Matt sull'autobus del ritorno. Non sapendo, però, sciare, la Guardiana viene aiutata da Hay Lin e dai suoi poteri dell'Aria per restare in piedi. Intanto, Cedric, che le ha seguite, provoca una valanga che sommerge Irma, Taranee, Cornelia, Caleb e Yan Lin. Riuscite a liberarsi con l'aiuto di Blunk, le W.I.T.C.H. si battono contro Cedric, ma il mostro riesce a fuggire. |                       |                   |
| 8  | L'imboscata 「Ambush at Torus Filney」 | 5 marzo 2005          | 6 ottobre 2005    |
| 8  | Mentre le Guardiane organizzano una recita scolastica in cui mettono in scena la leggenda dei Quattro Draghi, che racconta l'origine dei loro poteri, Phobos sospetta che ci sia un traditore tra le sue file, che rivela informazioni delicate ai ribelli. Per scoprirlo, inventa che il Sigillo di Phobos è stato ritrovato: la notizia giunge a Caleb, che torna su Meridian per recuperarlo prima del principe. Il ragazzo cade, però, in una trappola di Cedric. Le W.I.T.C.H. abbandonano la recita per salvarlo, lasciando al loro posto le Gocce Astrali, copie perfette di loro stesse, che tuttavia rovinano lo spettacolo, non conoscendo la parte. |                       |                   |
| 9  | Braccato 「Return of the Tracker」 | 12 marzo 2005         | 11 ottobre 2005   |
| 9  | Phobos invia sulla Terra il Segugio per trovare il capo dei ribelli, Caleb: il ragazzo e Blunk cominciano così a scappare per le vie della città, aiutati dalle Guardiane, che sono costrette a rinunciare alla loro serata al cinema per scacciare il Segugio. |                       |                   |
| 10 | Il dipinto 「Framed」 | 19 marzo 2005         | 13 ottobre 2005   |
| 10 | Will organizza una festa di carnevale scolastica in stile medievale e, per prendere ispirazione, va a osservare un quadro al museo insieme a Cornelia, Taranee e Hay Lin. Le quattro ragazze, però, vengono assorbite dentro al dipinto, dove incontrano il suo autore, Elias Van Dahl, originario di Meridian: l'uomo racconta che fu Phobos a farlo imprigionare nella sua opera. Intanto il principe, che possiede una copia del quadro nel suo palazzo, nota la presenza delle Guardiane in esso e manda Cedric, Frost e un manipolo di guardie contro di loro per prendere il Cuore di Kandrakar. I poteri delle W.I.T.C.H. non funzionano, così sono costrette a dipingere oggetti che le aiutino nella fuga. A Heatherfield, Irma e Caleb, accortisi che le amiche sono nei guai, entrano anch'essi nel quadro. Le Guardiane riescono a scappare e a liberare Elias dalla tela.     |                       |                   |
| 11 | La stella magica 「The Stone of Threbe」 | 2 aprile 2005         | 18 ottobre 2005   |
| 11 | Nelle miniere di Meridian viene ritrovata la Stella di Threbe, un gioiello magico che ha il potere di attirare a sé l'erede al trono per riportarla a casa: Phobos scopre così che sua sorella è Elyon, la migliore amica di Cornelia. La ragazza, attratta dalla forza magica dell'oggetto, va nella libreria di Cedric e la ruba. A causa della Stella, intanto, le W.I.T.C.H. si ritrovano improvvisamente senza poteri. Solo quando Elyon si toglie la Stella dal collo e la restituisce a Cedric, le Guardiane riottengono i loro poteri e possono combattere contro una pianta carnivora di Meridian che Phobos ha inviato contro di loro. |                       |                   |
| 12 | La principessa rivelata 「The Princess Revealed」 | 16 aprile 2005        | 20 ottobre 2005   |
| 12 | Cedric scopre che Vathek è un traditore e cerca di impedirgli di andare sulla Terra e rivelare alle Guardiane il nome della principessa. Vathek, però, riesce a sfuggirgli e a parlare con le W.I.T.C.H.: Cornelia è sconvolta dalla notizia e vorrebbe dire tutto a Elyon per metterla in guardia, ma le altre sono contrarie e sostengono che l'amica non ci crederebbe. Poi, sospettando che il nuovo ragazzo di Elyon, Brian, sia un mostro di Meridian in incognito, seguono la coppia al lunapark: Brian, infastidito dal comportamento degli amici di Elyon, la lascia, così la giovane va a confidarsi con Cedric, che nel frattempo è riuscito a guadagnarsi la sua fiducia. |                       |                   |
| 13 | Il giornalino della scuola 「Stop the Presses」 | 23 aprile 2005        | 25 ottobre 2005   |
| 13 | Phobos vuole realizzare al più presto la cerimonia di fusione che gli permetterà di impossessarsi dei poteri della sorella: per fare ciò, gli servono tre oggetti appartenenti a Elyon che ne simboleggino la mente, il corpo e lo spirito. Cedric riesce a procurarseli tutti, rispettivamente sotto forma di un compito scolastico, un capello e un palloncino contenente il respiro della principessa. Intanto, a Blunk viene affidato il compito di sorvegliare Elyon, mentre le Guardiane combattono contro un'Ermeneuta Belva che ha attraversato la Muraglia, mettendo a soqquadro la scuola. |                       |                   |
| 14 | Vera identità 「Parents' Night」 | 30 aprile 2005        | 27 ottobre 2005   |
| 14 | Allo Sheffield Institute viene organizzata una serata con i genitori, in cui ogni studente mostra agli altri il proprio albero genealogico: Elyon si sente molto frustrata perché il suo è quasi completamente vuoto e non conosce niente della sua famiglia. Cedric approfitta del suo stato d'animo per rivelarle che lei non proviene dalla Terra, ma è la principessa di Meridian: la giovane, che si fida di lui ciecamente, gli crede. Le Guardiane provano a impedire a Elyon di partire con Cedric, ma l'amica non le ascolta perché le hanno mentito non raccontandole la verità sulle sue origini. |                       |                   |
| 15 | Ospiti inattesi 「The Mudslugs」 | 7 maggio 2005         | 1º novembre 2005  |
| 15 | Elyon vive felice su Meridian, che Phobos ha modificato con i propri poteri per farle credere che sia un mondo bello e in pace; inoltre le mostra delle false visioni che ritraggono le sue amiche che si divertono senza di lei. Cornelia abbandona le W.I.T.C.H., incolpando Will della decisione di Elyon, perché non ha voluto raccontarle tutta la verità come lei suggeriva. Phobos, intanto, utilizzando le ciocche di capelli delle Guardiane contenute nel "medaglione dell'amicizia" di Elyon, invia contro le W.I.T.C.H. dei mostri vermiformi, i Mudslugs, che cercano di mangiarle. A causa dell'assenza di Cornelia, le Guardiane sono più deboli, ma riescono a convincere la ragazza a tornare da loro e, fatta la pace, rimandano i Mudslugs su Meridian. |                       |                   |
| 16 | Il suono dell'ipnosi 「Walk This Way」 | 20 maggio 2005        | 3 novembre 2005   |
| 16 | Grazie al Corno di Hypnos, Lord Cedric trasforma tutti i ribelli in "camminatori in trance" devoti ai suoi ordini. Mentre Caleb cerca di capire come invertire il processo chiedendo aiuto all'Antica Maga, il Corno, rubato da Blunk, finisce nelle mani della banda dello Sheffield Institute e poi di Cedric, così in poco tempo tutti gli abitanti di Heatherfield, compresa Hay Lin, vengono ipnotizzati e ricevono l'ordine di distruggere le Guardiane. Grazie a una melodia fattagli ascoltare dall'Antica Maga, Caleb riporta la situazione alla normalità, distruggendo il Corno. |                       |                   |
| 17 | Gli spettri di Elyon 「Ghosts of Elyon」 | 23 maggio 2005        | 8 novembre 2005   |
| 17 | Le Guardiane cercano di avvicinare Elyon per parlare con lei, ma la ragazza crea dei propri fantasmi per confonderle e allontanarle dal castello. Scoprendo che Elyon vorrebbe riavere l'album da disegno che ha lasciato sulla Terra, le W.I.T.C.H. decidono di recuperarlo da casa sua per utilizzarlo come esca, ma i Lurden mandati da Phobos arrivano prima di loro e le Guardiane riescono a ottenere solo la metà inferiore di un ritratto di Cornelia. Decise però ad avere l'album, vanno su Meridian e si introducono nella camera di Elyon, ma vengono sorprese dalle guardie e costrette ad andarsene, abbandonando anche la metà del disegno in loro possesso. |                       |                   |
| 18 | I Mogriff 「The Mogriffs」 | 6 giugno 2005         | 10 novembre 2005  |
| 18 | Per convincere definitivamente Elyon che le Guardiane sono loro nemiche, Phobos ordina ai Mogriff, mostri in grado di mutare forma, di assumere le sembianze delle W.I.T.C.H. e scatenare il panico. Cornelia è ancora convinta che Elyon sia la stessa di prima e decide di andare su Meridian per parlare con lei: per farlo, ruba il Cuore di Kandakar, che utilizza per creare una Goccia Astrale e individuare un Portale. La ragazza riesce a infiltrarsi nel castello e a raggiungere Elyon, che però la imprigiona. Nel frattempo, Caleb scopre che sulla Terra è rimasta una falsa Cornelia e con le Guardiane va su Meridian per aiutarla: liberatala e riottenuto il Cuore di Kandrakar, le W.I.T.C.H. neutralizzano i Mogriff e riescono anche a entrare in possesso, per un caso fortuito, del Libro dei Segreti, il diario di Phobos.                                        |                       |                   |
| 19 | La miniera subacquea 「The Underwater Mines」 | 13 giugno 2005        | 15 novembre 2005  |
| 19 | Caleb scopre che suo padre è ancora vivo, ma imprigionato nella miniera subacquea, dove è costretto ai lavori forzati. Insieme alle Guardiane, va a liberarlo. |                       |                   |
| 20 | Il sigillo di Phobos 「The Seal of Phobos」 | 20 giugno 2005        | 17 novembre 2005  |
| 20 | Le W.I.T.C.H. scoprono che la professoressa Rudolph, insegnante di matematica, è la balia di Meridian che salvò Elyon: la donna racconta loro del Sigillo di Phobos, che perse nel portare al sicuro la bambina. Blunk trova, nelle fogne di Meridian, un ciondolo d'oro e se ne impossessa, senza sapere che è proprio il Sigillo, con cui apre involontariamente molti Portali. Il Cuore di Kandrakar assorbe il Sigillo, diventando capace di aprire i Portali e trasformandosi in chiave per il Libro dei Segreti. Le Guardiane scoprono così che, cinque giorni dopo, durante l'incoronazione, Phobos assorbirà i poteri di Elyon trasformandola in una rosa nera. |                       |                   |
| 21 | Fuga da Cavigor 「Escape From Cavigor」 | 27 giugno 2005        | 22 novembre 2005  |
| 21 | Le Guardiane decidono di salvare i genitori terrestri di Elyon, rinchiusi nel carcere impenetrabile di Cavigor. Per farlo, però, devono scontrarsi con Cedric, venuto anch'egli a prelevare i signori Portrait perché Elyon ha espresso il desiderio di rivederli. |                       |                   |
| 22 | La sfida di Caleb 「Caleb's Challenge」 | 11 luglio 2005        | 24 novembre 2005  |
| 22 | Durante un'incursione dei ribelli nel granaio di Meridian, Aldarn viene catturato e ipnotizzato da Elyon, che lo convince a firmare un trattato di pace. Caleb, però, non è d'accordo, così l'amico lo sfida per portargli via il comando, riuscendo alla fine a tornare in sé. Le Guardiane, intanto, scoprono che il trattato è solo una trappola: Phobos ha comunicato ai ribelli un luogo e a Elyon un altro, in modo che i primi vengano mangiati dai Larvek e la seconda, non vedendoli arrivare, creda che non vogliano la pace. |                       |                   |
| 23 | Sogno premonitore 「The Battle of Meridian Plains」 | 25 luglio 2005        | 29 novembre 2005  |
| 23 | Mentre Hay Lin continua a sognare che Elyon, dopo l'incoronazione, si indebolirà, Cedric priva gli abitanti di Meridian dell'acqua per costringerli a rivelare il nascondiglio dei ribelli. Le Guardiane, pertanto, decidono di portare l'acqua di un lago alla gente, ma prima devono sconfiggere il Kaithim che vive nel bacino. Seguendo uno dei ribelli, Cedric scopre l'ubicazione della Città Infinita e la assedia con tutto l'esercito: approfittando della penuria di soldati al castello, i ribelli lo attaccano ma, durante una dura battaglia, vengono fermati da Elyon, che li imprigiona nel carcere con i propri poteri. |                       |                   |
| 24 | Il salvataggio dei ribelli 「The Rebel Rescue」 | 1º agosto 2005        | 1º dicembre 2005  |
| 24 | Caleb, Blunk e le Guardiane cercano di salvare i ribelli, ma la missione viene interrotta a causa del morso di uno scorpione che addormenta Taranee per un giorno intero. Le W.I.T.C.H., inoltre, soccorrono un soldato di Phobos ferito, lo curano e lo nutrono, portandolo dalla loro parte. Tornati su Meridian, riescono a liberare i ribelli e li portano a Heatherfield. Prima che il Portale si chiuda, anche Jeek, un passling al servizio di Phobos, li segue. |                       |                   |
| 25 | Il Cuore rubato 「The Stolen Heart」 | 8 agosto 2005         | 6 dicembre 2005   |
| 25 | Jeek ruba il Cuore di Kandrakar a Will, ma la ragazza lo scambia per Blunk. Senza poteri, le W.I.T.C.H. e Caleb vanno a Meridian per fermare la creatura, che vuole consegnare il Cuore a Phobos. Anche Blunk, che vuole scagionarsi, e Matt, che ha visto le ragazze entrare nel Portale, li seguono. Recuperato il cristallo, Will racconta il suo segreto a Matt. |                       |                   |
| 26 | La battaglia finale 「The Final Battle」 | 17 agosto 2005        | 8 dicembre 2005   |
| 26 | Phobos anticipa l'incoronazione di Elyon. Cornelia, avendo il presentimento che qualcosa di brutto stia capitando all'amica, convince le amiche e Caleb ad anticipare l'attacco dei ribelli. Arrivati al castello e ingaggiata la battaglia, Cornelia salva Elyon e questa, avendo compreso la malvagità del fratello, aiuta le W.I.T.C.H. a sconfiggere Phobos, che viene imprigionato. Elyon viene incoronata regina e Meridian torna allo splendore di un tempo grazie all'energia magica ritrovata. |                       |                   |

## Seconda stagione
| Nº | Titolo italiano Inglese | In onda               | In onda        |
| Nº | Titolo italiano Inglese | Stati Uniti d'America | Italiano       |
| 27 | A come Anonimato 「A is for Anonymous」 | 5 giugno 2006         | 25 marzo 2007  |
| 27 | Per non tornare a essere una ragazza anonima e invisibile, Taranee inizia a fare la ribelle, infrangendo le regole scolastiche e andando a caccia di punizioni, senza però riuscirci. Frost decide di vendicarsi per la sconfitta del malefico Phobos rapendo le Guardiane, ma l'intervento congiunto delle W.I.T.C.H. lo rimanda su Meridian. Qui, l'uomo incontra la misteriosa Nerissa, una donna anziana che gli chiede di unirsi ai cavalieri della vendetta, il gruppo che ha fondato liberando dalle prigioni Miranda, Gargoyle, Raythor, Sandpit e il Segugio. |                       |                |
| 28 | B come Benvenute 「B is for Betrayal」 | 12 giugno 2006        | 31 marzo 2007  |
| 28 | Cornelia è arrabbiata perché Caleb ha deciso di restare su Meridian e Will le regala un gatto, Napoleone, per farla sentire meglio. Le Guardiane vengono convocate a Kandrakar, dove conoscono l'Oracolo e la Congrega che, davanti ai loro occhi, distrugge la Muraglia e le nomina Guardiane delle Infinite Dimensioni. Per viaggiare da un mondo all'altro, ora le W.I.T.C.H. utilizzeranno i varchi nello spazio. Intanto, i cavalieri della vendetta rapiscono Dynar e Vathek, che hanno tradito Phobos, ma le Guardiane riescono a liberarli. |                       |                |
| 29 | C come Cambiamenti 「C is for Changes」 | 19 giugno 2006        | 1º aprile 2007 |
| 29 | Le Guardiane scoprono di avere ottenuto nuovi poteri: Will può parlare con gli apparecchi elettronici, Irma convince le persone a fare quello che vuole lei, Taranee è telepatica, Cornelia ha poteri di telecinesi e Hay Lin di invisibilità. Nel frattempo, la polizia inizia a indagare sulla scomparsa di Elyon e della sua famiglia, cominciano a sospettare delle W.I.T.C.H., a causa di Miranda che, fingendosi una nuova studentessa, Melinda, dissemina indizi che le incolpano. Rimandati Miranda e Sandpit su Meridian, le ragazze vengono scagionate dal ritorno di Elyon, che ha deciso di terminare l'anno scolastico sulla Terra. Con lei, tornano anche Caleb e Blunk. Susan, la madre di Will, convinta che la figlia non si sia ambientata, decide di trasferirsi in un'altra città. |                       |                |
| 30 | D come Distruzione 「D is for Dangerous」 | 26 giugno 2006        | 7 aprile 2007  |
| 30 | Matt chiede a Caleb di allenarlo per poter combattere al fianco delle W.I.T.C.H.. Intanto, a Meridian, la malvagia Nerissa utilizza la cenere dei capelli di Elyon per creare dei Cancellatori, esseri di polvere che distruggono tutto quello che si para tra loro e l'obiettivo, in questo caso il castello. Appena Elyon torna su Meridian, i Cancellatori scompaiono ma, se la ragazza non resta nel proprio regno, riappaiono. Le Guardiane riescono a sconfiggerli grazie al nuovo potere elettrico di Will. |                       |                |
| 31 | E come Energia 「E is for Enemy」 | 10 luglio 2006        | 8 aprile 2007  |
| 31 | Le W.I.T.C.H. si infiltrano alla Simultech, dove lavora la madre di Will, e rubano la richiesta di trasferimento per impedire che l'amica torni a vivere a Fadden Hills. Intanto, sono tormentate da incubi che hanno conseguenze anche nella realtà: essi sono provocati da Nerissa, che tuttavia le ragazze non conoscono ancora. Addormentandosi tutte insieme nella stessa stanza, si ritrovano catapultate nello stesso sogno e riescono a liberarsi dagli incubi grazie alla tecnica del sogno logico. |                       |                |
| 32 | F come Fidanzamenti 「F is for Facades」 | 17 luglio 2006        | 14 aprile 2007 |
| 32 | Aldarn, Drake e Julian, e poi anche Caleb e Blunk, vengono rapiti dai cavalieri della vendetta. Nel frattempo, sulla Terra, Cornelia usa i propri poteri per apparire più adulta e uscire con Peter, il fratello di Taranee, ma cambia idea dopo aver salvato Caleb, rendendosi conto di essere stata preoccupata per lui perché ne è ancora innamorata. |                       |                |
| 33 | G come Grandi pulizie 「G is for Garbage」 | 24 luglio 2006        | 15 aprile 2007 |
| 33 | Il Corno di Hypnos riappare a Meridian e Blunk riesce ad ottenerlo tramite uno scambio, per evitare che cada in mani sbagliate. Jeek, però, riesce a rubarlo e a consegnarlo ai cavalieri della vendetta, che lo utilizzano per ipnotizzare Matt, Will, Taranee, Cornelia e Hay Lin. Irma e Blunk si fingono asserviti al potere dell'oggetto e, grazie a questo stratagemma, riescono a distruggerlo ancora una volta, liberando gli amici. |                       |                |
| 34 | H come Happy ending 「H is for Hunted」 | 31 luglio 2006        | 21 aprile 2007 |
| 34 | Allo Sheffield Institute fervono i preparativi per la festa di fine anno scolastico, che vedrà il ritorno a Meridian di Elyon, Caleb e della professoressa Rudolph. Per aiutare con l'organizzazione, Will crea una Goccia Astrale che si occupi delle faccende domestiche mentre lei è via. Nerissa, però, trasforma la Goccia in una Cangiante, dotandola di ricordi, sentimenti e poteri magici: la copia, plagiata dall'anziana donna, decide che non vuole scomparire nel Cuore di Kandrakar, ma continuare a vivere, appropriandosi della vita della vera Will. Dopo aver combattuto, le due Will fanno pace e la Cangiante capisce che l'altra non le avrebbe mai fatto del male come invece le ha detto Nerissa. Le due decidono di vivere insieme come due sorelle, ma Nerissa che ha osservato la scena dichiarando che il suo piano è fallito decide di uccidere Will e le altre compresa la cangiante detto ciò lancia un fulmine potentissimo contro Will per ucciderla ma la cangiante si sacrifica per lei prendendo il suo posto mentre Nerissa scoperta dalle guardiane decide di ritirarsi quando Will prova ad aiutare la sorella purtroppo è troppo tardi il fulmine l'ha colpita in maniera grave e non la può salvare. Will a quel punto decide a malincuore di assorbire la sua copia non nel Cuore, ma dentro di sé, fondendosi con lei e condividendone i ricordi costruiti durante la giornata. La Guardiana scopre così che sua madre ha una relazione con il professor Collins. |                       |                |
| 35 | I come Illusione 「I is for Illusion」 | 7 agosto 2006         | 22 aprile 2007 |
| 35 | Le Guardiane si concedono una vacanza al mare con la famiglia di Irma. Nerissa approfitta dell'occasione per prendere l'aspetto di ognuna di loro e seminare zizzania nel gruppo. Poi, con l'aspetto dell'Oracolo, chiede a Will la restituzione del Cuore di Kandrakar, ma il suo inganno viene scoperto. |                       |                |
| 36 | J come Joke 「J is for Jewel」 | 14 agosto 2006        | 28 aprile 2007 |
| 36 | I malvagi cavalieri della vendetta liberano Phobos per colpire il castello e conquistarlo, ma gli sforzi congiunti di Elyon e delle sue guardie li scacciano, imprigionandoli di nuovo nel carcere di Meridian. La giovane regina, nel frattempo, chiede alla cuoca Trill di vedere i ricordi che la donna ha dei suoi genitori: quello che apprende, però, la disgusta, poiché scopre che la madre e il padre non l'amavano, e anzi preferivano Phobos. Ferita, restituisce a Trill il Cuore di Meridian, il pendente che le ricordava la madre: subito la cuoca si trasforma in Nerissa, rivelando che Trill non è mai esistita e che i ricordi che Elyon ha visto sono finti. Inoltre, poiché la ragazza ha portato con sé il Cuore, esso ha assorbito tutti i suoi poteri. Impotente, Elyon viene rinchiusa da Nerissa nel Cuore di Meridian. |                       |                |
| 37 | K come Kiss 「K is for Knowledge」 | 21 agosto 2006        | 29 aprile 2007 |
| 37 | Le Guardiane scoprono chi è l'anziana donna che stanno affrontando: Nerissa, l'ex-Guardiana del Cuore di Kandrakar, che la plagiò rendendola malvagia. L'Oracolo, accorgendosene, diede il Cuore alla compagna Cassidy, ma Nerissa la uccise per vendetta e venne imprigionata nel Monte Thanos. Ora, però, è riuscita misteriosamente a liberarsi. Nel frattempo, Taranee inizia a uscire con Nigel, nonostante sua madre si opponga perché il giovane frequenta Uriah e la sua compagnia di teppisti. |                       |                |
| 38 | L come Litigio 「L is for Loser」 | 28 agosto 2006        | 12 maggio 2007 |
| 38 | Nerissa rapisce Matt e il suo moscardino, Mister Higgles, trasformandoli in due mostri, rispettivamente Shagon, angelo del rancore, e Khor il Distruttore, alimentato dalla rabbia. Insieme a Cenere (sofferenza) e Tridarco (paura), nati dalla lava e dal ghiaccio, i quattro formano i "cavalieri della distruzione". I nuovi servi di Nerissa attaccano le Guardiane, sfruttando i loro sentimenti negativi: Irma soffre perché ha trattato male Martin; Hay Lin ha paura che il ragazzo che le piace, Eric Lyndon, sia un dongiovanni che non si interesserà mai a lei; Taranee è furiosa con sua madre perché vuole impedirle di vedere Nigel; Will sviluppa sentimenti di odio verso Shagon perché questi le fa credere di aver ucciso Matt. |                       |                |
| 39 | M come Malevolenza 「M is for Mercy」 | 9 settembre 2006      | 13 maggio 2007 |
| 39 | Nerissa evoca lo spirito di Cassidy per convincere la ragazza a desiderare di tornare in vita, mostrandole le immagini della madre: una volta espresso il suo desiderio, l'anima di Cassidy cade schiava di Nerissa. Shagon, intanto, assume le sembianze di Matt e inizia a tormentare Will per farsi odiare da lei, attaccando anche Susan e il professor Collins. Mentre la Guardiana combatte con il mostro, Collins salva Susan: in questo modo, l'opinione che Will ha di lui si rivaluta e lo accetta come compagno della donna. |                       |                |
| 40 | N come Narcisista 「N is for Narcissist」 | 16 settembre 2006     | 19 maggio 2007 |
| 40 | I cavalieri della distruzione attaccano Kandrakar e le W.I.T.C.H. accorrono alla fortezza per combattere. Tra di loro, però, non c'è molta armonia, così Halinor, una precedente Guardiana, convinta dall'Antica Maga, decide di prendere il potere delle Stille per combattere al loro posto: la Maga, però, si rivela essere Nerissa, che sfrutta la debolezza di Halinor per renderla sua schiava. A causa di un incidente, Cornelia viene in possesso di tutti i poteri delle sue amiche, riuscendo a sconfiggere i cavalieri, ma, a causa dell'attacco di Nerissa, la congrega viene imprigionata in una sfera di energia e Kandrakar resta senza guida. |                       |                |
| 41 | O come Obbedienza 「O is for Obedience」 | 23 settembre 2006     | 20 maggio 2007 |
| 41 | Caleb viene rapito da Nerissa e scopre che la donna è sua madre: suo padre Julian, infatti, ebbe un figlio con lei, pensando però che fosse l'Antica Maga, la quale, invece, era morta da tempo. Nerissa cerca di convincere il ragazzo ad appoggiarla nel suo piano, ma Caleb rifiuta e viene portato in salvo dalle W.I.T.C.H.. |                       |                |
| 42 | P come Protezione 「P is for Protectors」 | 30 settembre 2006     | 26 maggio 2007 |
| 42 | I cavalieri della distruzione e Nerissa, con l'aspetto della W.I.T.C.H., attaccano Zamballa, il pianeta di cui è regina Kadma, l'ex-Guardiana della Terra, per convincerli che le nuove Guardiane siano malvagie. Kadma cade nel tranello, ma poi, conosciute le vere W.I.T.C.H., si ricrede e si allea con loro contro Nerissa. |                       |                |
| 43 | Q come Questioni di cuore 「Q is for Quarry」 | 7 ottobre 2006        | 27 maggio 2007 |
| 43 | I cavalieri continuano ad attaccare Zamballa. Kadma convince Will che l'unico modo per batterli sia impossessarsi del Cuore di Meridian, ora in mano a Nerissa: successivamente, però, la giovane Guardiana cambia idea, ritenendo di non poter sopportare una tale quantità di potere. È la stessa Kadma, allora, ad assorbire il Cuore di Meridian nel Cuore di Zamballa: la sua arroganza si rivela, però, un punto debole fatale che fa cadere la sua anima nelle mani di Nerissa. Sulla Terra, nel frattempo, Will scopre che suo padre Tony sta per risposarsi con una giovane donna, Sarina Sanchez, e fatica ad accettare la cosa. |                       |                |
| 44 | R come Ragione 「R is for Relentless」 | 14 ottobre 2006       | 2 giugno 2007  |
| 44 | Le W.I.T.C.H. si riuniscono intorno a Yan Lin per proteggerla, essendo l'unica delle ex-Guardiane non ancora prigioniera di Nerissa. Per tenerla sempre sott'occhio, convincono la preside ad assumere l'anziana signora come cuoca della mensa scolastica. Tuttavia, nonostante i loro sforzi, Nerissa riesce comunque a catturare Yan Lin, che però, si dimostra incorruttibile e viene salvata dalle Guardiane. Nel frattempo, Hay Lin inizia a uscire con un suo compagno di scuola, Eric, e Yan Lin con il nonno del ragazzo. |                       |                |
| 45 | S come Salvezza 「S is for Self」 | 21 ottobre 2006       | 3 giugno 2007  |
| 45 | All'insaputa di tutti, la Yan Lin riportata a casa dalle W.I.T.C.H. non è quella vera, ma una Cangiante: la nonna di Hay Lin, in realtà, è prigioniera nel Cuore di Meridian. Nerissa offre un ultimatum alla Cangiante: continuare a vivere sotto il suo controllo, oppure essere riassorbita. La copia, più accondiscendente dell'originale, sceglie la prima ipotesi: Nerissa, dunque, distrugge i suoi cavalieri, liberando in questo modo Matt e Mister Higgles, e ne utilizza la forza per ringiovanire se stessa, Cassidy, Kadma, Halinor e Yan Lin e riunire le C.H.Y.K.N.. |                       |                |
| 46 | T come Trauma 「T is for Trauma」 | 4 novembre 2006       | 9 giugno 2007  |
| 46 | Nerissa si reca allo Sheffield Institute nella sua forma ringiovanita, presentandosi come la nuova studentessa Stacy, e attirando su di sé l'attenzione di tutti i ragazzi, escluso Matt. Hay Lin, già insicura per l'interesse che Eric mostra per Stacy e per il fatto di aver messo l'apparecchio ai denti, resta traumatizzata scoprendo che sua nonna è passata dalla parte di Nerissa, che ora la controlla. Durante uno scontro tra W.I.T.C.H. e C.H.Y.K.N. al centro commerciale, la Guardiana dell'Aria trova la forza di reagire. |                       |                |
| 47 | U come Unite 「U is for Undivided」 | 11 novembre 2006      | 10 giugno 2007 |
| 47 | Le Guardiane scoprono che Napoleone, il gatto di Lilian, è in grado di parlare, e che la bambina è il Cuore della Terra: per questo motivo, sua sorella Cornelia è stata scelta come Guardiana della Muraglia. Lilian, però, è ignara dei suoi poteri e non li sa gestire, così, inconsapevolmente, va avverare la storia del terrore che Cornelia le racconta: W.I.T.C.H. e C.H.Y.K.N. si trovano dunque schierate le une contro le altre. Per impedire che Nerissa si appropri del potere di Lilian, Matt la convince a nominare lui, Mister Higgles e Napoleone suoi reggenti, trasferendogli le proprie capacità: i tre possono così aiutare le W.I.T.C.H. a scacciare Nerissa, dopo aver assunto l'aspetto di Shagon, Khor e di un uomo-gatto. |                       |                |
| 48 | V come Vittoria 「V is for Victory」 | 18 novembre 2006      | 16 giugno 2007 |
| 48 | Per privare Nerissa del potere del Cuore di Meridian, le Guardiane hanno bisogno di qualcuno che reclami il potere dell'amuleto: in mancanza di Elyon, quindi, liberano Phobos dal carcere e si alleano con lui, facendogli giurare su Kandrakar che non utilizzerà il potere del Sigillo di Nerissa. Il principe va a vivere a casa di Matt sotto la falsa identità di Philip, un nuovo studente dello Sheffield. Nerissa, accorgendosi di non aver più il potere di Meridian, invia le C.H.Y.K.N. ad uccidere Phobos, ma le W.I.T.C.H. riescono a liberare le ex-Guardiane dal suo controllo: la strega, dunque, assorbe le ex-compagne nel suo Sigillo, diventando la dominatrice di tutti e cinque gli elementi. |                       |                |
| 49 | W come Witch 「W is for Witch」 | 25 novembre 2006      | 17 giugno 2007 |
| 49 | È la notte di Halloween e Napoleone è preoccupato perché, fino alla mezzanotte, non potrà trasformarsi in uomo-gatto e Nerissa avrà l'occasione di ucciderlo: infatti, se si elimina il famiglio della custode del Cuore della Terra, si assorbono i poteri dell'amuleto. Le W.I.T.C.H., nel frattempo, liberano dalle prigioni anche Cedric e Miranda per aiutarle contro Nerissa. Phobos e i suoi sottoposti, però, le tradiscono, riuscendo a rubare il Sigillo di Nerissa e ad intrappolarvi all'interno l'ex-Guardiana. |                       |                |
| 50 | X come Xanadù 「X is for Xanadu」 | 9 dicembre 2006       | 23 giugno 2007 |
| 50 | A Heatherfield, Hay Lin partecipa ad un concorso di pittura in cui deve rappresentare il proprio xanadu, una sorta di paradiso personale. Phobos, nel frattempo, riesce a riconquistare Meridian e ad imprigionare Caleb e Blunk, nonostante gli sforzi congiunti delle Guardiane e dei ribelli. Dentro il Sigillo di Nerissa, ora ribattezzato Scettro di Phobos, le C.H.Y.K.N. ed Elyon cercano di vendicarsi di Nerissa, ma la Yan Lin originale le convince invece a cooperare per liberarsi dalla prigionia.Hay Lin decide di scegliere come paradiso Meridian ma nella versione malvagia di Phobos dove nonostante la bellezza del dipinto i giudici sono talmente ottusi e stupidi che scelgono un dipinto che rappresenta i coniglietti.Phobos nel frattempo distrugge la Città Infinita base di Caleb e dei ribelli e su suggerimento di Raytor decide di attaccare Kandrakar con lo scopo di impadronirsi di tutti i mondi mentre alla fortezza di Kandrakar le Witch affermano di aver perso di proposito. |                       |                |
| 51 | Y come Yes man 「Y is for Yield」 | 16 dicembre 2006      | 24 giugno 2007 |
| 51 | Will e Taranee vanno su Meridian per liberare Caleb e Blunk: quest'ultimo viene messo al corrente che Raythor, Sandpit e Gargoyle sono dalla loro parte e che le W.I.T.C.H. hanno solo finto di allearsi con Phobos. Grazie a Raythor, infatti il principe ha deciso di conquistare Kandrakar ma, avendo giurato sulla Fortezza di non usare il Sigillo di Nerissa, e avendo infranto la promessa, appena metterà piede nel centro dell'infinito verrà privato di tutti i suoi poteri. Quando però Phobos sta per varcare la porta di Kandrakar, Cedric, che ha capito il piano delle Guardiane, lo inghiotte, impossessandosi anche della magia del principe, del Cuore di Meridian, del Cuore di Zamballa, di Elyon e delle C.H.Y.K.N.. |                       |                |
| 52 | Z come Zenit 「Z is for Zenith」 | 23 dicembre 2006      | 30 giugno 2007 |
| 52 | Cedric, dopo aver conquistato Kandrakar, attacca la Terra. I reggenti (Matt, Mister Higgles e Napoleone) utilizzano le loro capacità per rendere invisibile agli abitanti lo scontro tra le W.I.T.C.H. e il mostro, diventato enorme. Grazie a un suggerimento telepatico della malvagia Nerissa e delle altre, le W.I.T.C.H. riescono a entrare nello stadio Zenit, diventando i loro stessi poteri e sconfiggendo Cedric, ma perdendo ogni traccia di umanità. Yan Lin, Elyon e le C.H.Y.K.N., tranne Nerissa, che all'ultimo le ha tradite, vengono liberate dalla loro prigione e riescono a far risvegliare Will, Irma, Taranee, Cornelia e Hay Lin. Phobos e Cedric vengono di nuovo imprigionati, i Cuori restituiti ai loro legittimi proprietari e Elyon torna a sedere sul trono di Meridian, mentre le W.I.T.C.H., terminate le vacanze, conoscono il loro nuovo professore di informatica, Raphael Sylla. |                       |                |